# Zweifarbige Plattbauchspinne
Die Zweifarbige Plattbauchspinne (Gnaphosa bicolor) ist eine Spinne aus der Familie der Plattbauchspinnen (Gnaphosidae). Die Art ist paläarktisch verbreitet.

## Merkmale

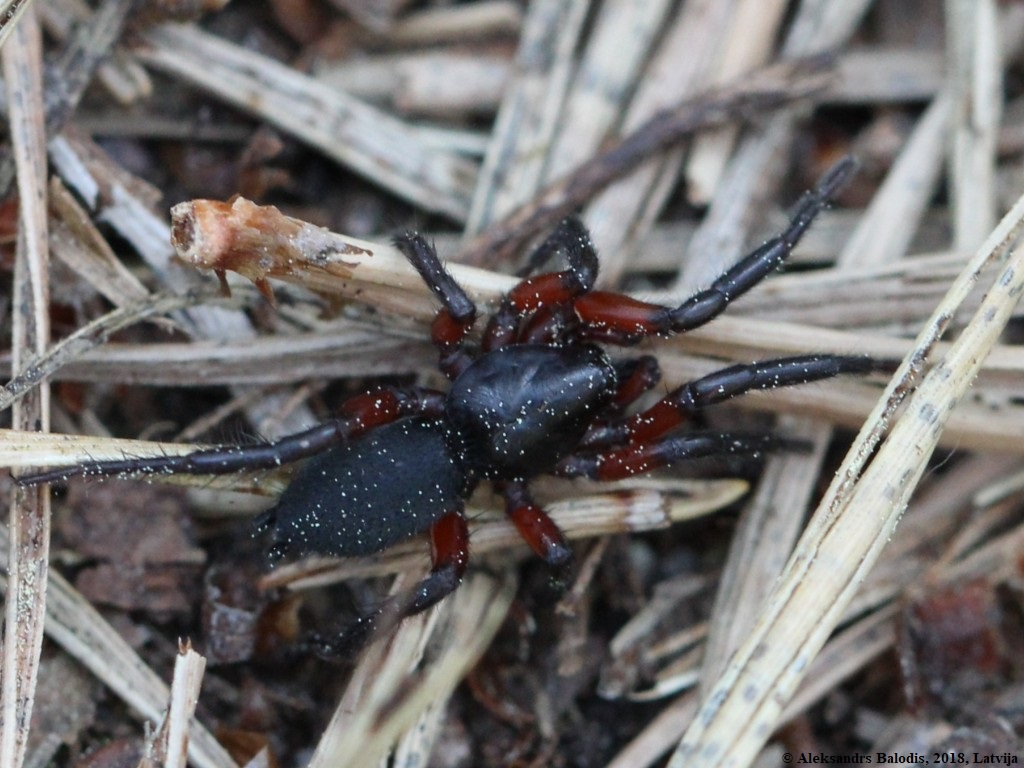
Männchen mit roter Beinfärbung

Das Weibchen der Zweifarbigen Plattbauchspinne erreicht eine Körperlänge von 6,8 bis 10 und das Männchen eine von 6,2 bis 8,4 Millimetern. Damit handelt es sich um einen mittelgroßen Vertreter der Eigentlichen Plattbauchspinnen (Gnaphosa), deren grundsätzlichen Körperbau die Art ansonsten entspricht.
Die Grundfarbe der Zweifarbigen Plattbauchspinne ist dunkel- bis schwarzbraun. Dabei fällt die Färbung des Prosomas (Vorderkörper) und die des Opisthosomas (Hinterleib) nochmal eher dunkelrotbraun bis schwarzbraun aus. Zusätzlich letzterer Körperabschnitt grau behaart.
Ein auffälliges Merkmal der Art ist die Färbung der Beine. Die Coxae (Hüftglieder) und die Metatarsen (Fersenglieder der Tarsen, bzw. Fußglieder) haben eine gelborangene Grundfarbe. Die Farbgebung der Femora (Schienen) kann zusätzlich von gelb über orange bis rot ausfallen. Die Pedipalpen (umgewandelte Extremitäten im Kopfbereich) des Weibchens sind ebenfalls gelb bis orange gefärbt. Die des Männchens sind mit kurzen, kräftigen Stacheln an den Femora und den Tibien (Schienen) versehen.

### Genitalmorphologische Merkmale
Ein einzelner Bulbus (männliches Geschlechtsorgan) verfügt bei der Zweifarbigen Plattbauchspinne über einen langen, bogenförmigen Embolus (letztes Sklerit, bzw. Hartteil eines Bulbus), der wiederum mit kleinen, aber gut sichtbaren Zähnchen versehen ist.
Die Epigyne (weibliches Geschlechtsorgan) der Art wird durch eine langgezogene und dreieckige Haube und anterior (vorhergehend) erweiterte Spermatheken (Samentaschen) gekennzeichnet. Ferner weist die Epigynengrube auffallende, schräg verlaufende Falten auf.

### Ähnliche Arten

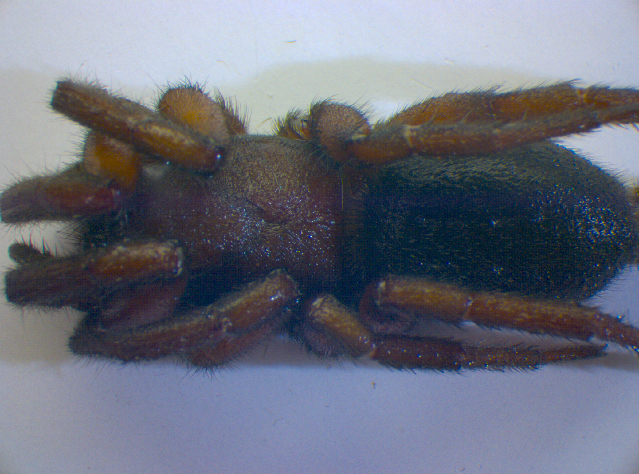
Präpariertes Weibchen der Nachtplattbauchspinne (Gnaphosa lucifuga) in der Zoologischen Staatssammlung München

Die Zweifarbige Plattbauchspinne sticht innerhalb der Gattung der Eigentlichen Plattbauchspinnen (Gnaphosa) besonders durch ihre vergleichsweise kontrastreiche Färbung hervor, während die Mehrheit der Arten der Gattung kaum gezeichnet und braun bis schwarz gefärbt ist. Ein Beispiel dafür ist die Nachtplattbauchspinne (G. lucifuga), die außerdem wesentlich größer als die Zweifarbige Plattbauchspinne wird.
Allerdings besitzen viele Eigentliche Plattbauchspinnen verglichen mit dem Rest des Körpers hellere Femora. Deshalb sind die noch nicht ganz ausgefärbten Jungtiere der Zweifarbigen Plattbauchspinne schwieriger von denen anderer Arten mit ähnlichen Ansprüchen an Lebensräumen zu unterscheiden.

## Vorkommen

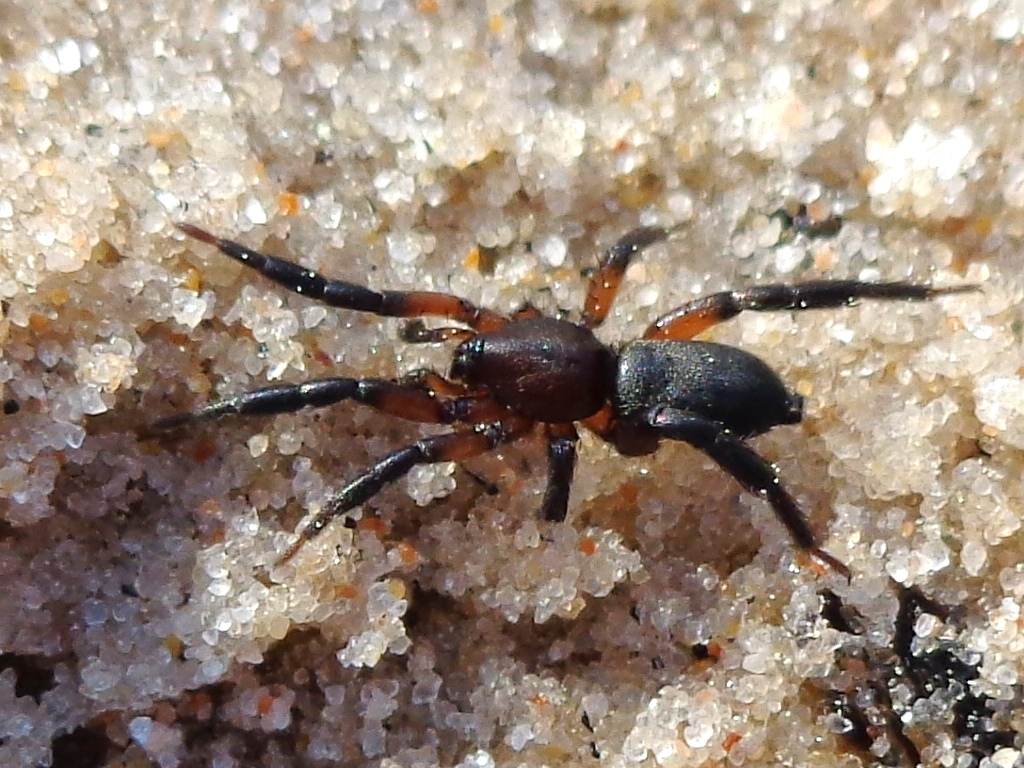
Männchen mit fehlendem Bein, gefunden beim Stadtteil Bolderāja von Lettlands Hauptstadt Riga.

Das Verbreitungsgebiet der Zweifarbigen Plattbauchspinne erstreckt sich von Europa über die Türkei und Kaukasien bis nach Russland, wo die Art östlich bis nach Westsibirien vorkommt. Auch in Europa selber ist die Zweifarbige Plattbauchspinne großflächig verbreitet. Nachweise fehlen lediglich aus Nowaja Semlja, Island, der Oblast Kaliningrad, den Britischen Inseln, den Niederlanden, Belgien, die Iberische Halbinsel, Bosnien und Herzegowina, Kosovo, dem europäischen Teil der Türkei und der Republik Moldau.
Ferner fehlt die Art im südlichen Teil des europäischen Russlands und in Kaukasien in den Ländern Georgien und Armenien sowie auf allen Mittelmeerinseln mit Ausnahme von Sardinien.

### Lebensräume

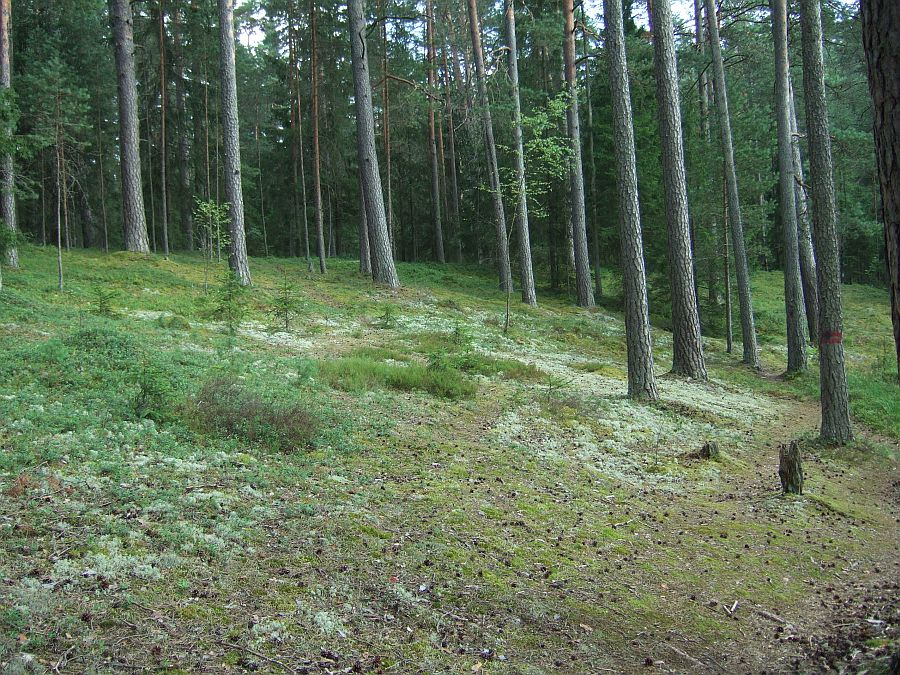
Die Zweifarbige Plattbauchspinne bewohnt u. A. lichte Nadelwälder in hügeligen Gegenden wie diesem beim Gražutė-Regionalpark in Litauen.

Als Habitat (Lebensraum) nimmt die Zweifarbige Plattbauchspinne hügeliges bis bergiges Areal mit warmen Trockenhängen an. Die bevorzugte Vegetation sind lichte Nadel- und Mischwälder. Ebenso werden felssteppenartige Gebiete bewohnt. Die Zweifarbige Plattbauchspinne bewohnt sowohl Flachland als auch gebirgiges Gelände und ist bis zu einer Höhe von über 1.000 Metern über dem Meeresspiegel nachgewiesen.

### Bedrohung und Schutz
Der Schutzstatus der Zweifarbigen Plattbauchspinne ist je nach Land abhängig vom dortigen Gefährdungsgrad unterschiedlich bewertet. Der allgemeine Bestand der Art wird von der IUCN nicht erfasst.
In der Roten Liste gefährdeter Arten Tiere, Pflanzen und Pilze Deutschlands bzw. der Roten Liste und Gesamtartenliste der Spinnen Deutschlands (2016) wird die Zweifarbige Plattbauchspinne in der Vorwarnliste („v“) aufgenommen, da für die in Deutschland als mäßig häufig geltende Art ebenso mäßige Rückgänge vermerkt sind. Im Vergleich zur vorherigen Roten Liste aus 2010, wo die Art noch in der Kategorie 3 („gefährdet“) erfasst wurde, ist die Gefährdung der Art in dem Land weniger drastisch als zuvor angenommen. Obwohl die Zweifarbige Plattbauchspinne in Deutschland nicht allzu häufig nachgewiesen ist, findet man sie an entsprechenden Stellen jedoch nicht selten in hoher Individuendichte.
In der Roten Liste der Spinnen Kärntens (1999) wird die Zweifarbige Plattbauchspinne ebenfalls in der Vorwarnliste und in der Roten Liste Tschechien nach IUCN-Maßstab in die Kategorie VU („Vulnerable“) aufgefasst. In der Roten Liste Norwegen hingegen ist die Art in der Kategorie LC („Least Concern“) aufgeführt.

## Lebensweise
Die Zweifarbige Plattbauchspinne teilt mit den anderen Arten der Eigentlichen Plattbauchspinnen (Gnaphosa) und somit auch mit der Mehrheit der Vertreter der Familie der Plattbauchspinnen (Gnaphosidae) ihre nächtliche Aktivitätszeit. Tagsüber hält sich die Spinne unter Steinen, in Moosschichten und in Laubstreu verborgen.

### Jagdverhalten und Beutefang
Die Zweifarbige Plattbauchspinne ist wie alle Plattbauchspinnen ein frei laufender Hetzjäger, der kein Spinnennetz zum Fangzweck anlegt und ihr Jagdverhalten entspricht dem anderer Arten der Familie. Das Beutespektrum setzt sich aus anderen Gliederfüßern in passender Größe zusammen.
Beutetiere werden auch bei der Art durch die Trichobothrien (Tasthaare) und das Wahrnehmungsvermögen von Erschütterungen registriert. Kleinere Beutetiere werden einfach von der Spinne angesprungen und mit einem mittels der Cheliceren (Kieferklauen) versetzten Giftbiss einer Flucht oder Erwehrung gehindert. Größere Beuteobjekte hingegen werden mit einem von der Spinne an dieses und an den Untergrund angehefteten Spinnfaden flucht- und wehrunfähig gemacht. Dabei heftet die Zweifarbige Plattbauchspinne während des Anspringens einen Spinnfaden an das Beutetier und an den Untergrund und umkreist es anschließend, während sie gleichzeitig weitere Spinnenfäden produziert. Ist das Beutetier ausreichend fixiert, versetzt die Spinne diesem dann einen Giftbiss und verzehrt es anschließend.

### Lebenszyklus und Phänologie
Der wenig erforschte Lebenszyklus der Zweifarbigen Plattbauchspinne wird wie bei anderen in den gemäßigten Klimazonen vorkommenden Spinnen von den Jahreszeiten beeinflusst. Die Phänologie (Aktivitätszeit) ausgewachsener Individuen beider Geschlechter beläuft sich auf den Zeitraum zwischen Mai und Juli.
Das Paarungsverhalten der Art ist wie bei vielen Plattbauchspinnen (Gnaphosidae) unbekannt. Das Weibchen legt nach der Paarung im Sommer einen weißen Eikokon unter Steinen an und bewacht ihn dort in einem weißen und sackartigen Gespinst.

## Systematik
Die Systematik befasst sich im Bereich der Biologie sowohl mit der taxonomischen (systematischen) Einteilung als auch mit der Biologie und mit der Nomenklatur (Disziplin der wissenschaftlichen Benennung) von Lebewesen. Dies trifft dementsprechend auch auf die Zweifarbige Plattbauchspinne zu.
Bei ihrer Erstbeschreibung 1838 wurde die Art vom Autor Carl Wilhelm Hahn wie damals alle Plattbauchspinnen (Gnaphosidae) in die heute nicht mehr bestehende Gattung Drassus unter der Bezeichnung D. bicolor bezeichnet und erhielt danach von verschiedenen Autoren unterschiedliche Namen. Unter Tord Tamerlan Teodor Thorell erfuhr die Zweifarbige Plattbauchspinne 1871 eine Umstellung in die Gattung der Eigentlichen Plattbauchspinnen (Gnaphosa) und erhielt dabei auch ihre noch heute gängige Bezeichnung G. bicolor.
Der Artname bicolor entstammt der lateinischen Sprache und bedeutet übersetzt „zweifarbig“. Er nimmt also Bezug auf die stark Unterschiedliche Färbung der Beine verglichen mit dem Rest des Körpers der Zweifarbigen Plattbauchspinne. Der deutschsprachige Trivialname der Art ist demzufolge ebenfalls von dem Artnamen abgeleitet.